# Hedelfińska
Czereśnia 'Hedelfińska'  – odmiana uprawna (kultywar) czereśni o późnej porze dojrzewania owoców. Jest to bardzo stara, prawdopodobnie niemiecka odmiana znaleziona jako przypadkowa siewka w Hedelfingen koło Stuttgartu. Początkowo pod tą nazwą kryło się wiele odmian o ciemnoczerwonych i twardych owocach, wyróżniających się późnym dojrzewaniem. Dopiero od 1897 roku za typową Hedelfińską uznano odmianę rosnącą w kolekcji czereśni i wiśni w Diemitz w Niemczech. Odmiana jest uprawiana w wielu krajach. W Polsce jest znana od dawna i popularna, zarówno w nasadzeniach towarowych, jak i amatorskich.

## Morfologia
PokrójDrzewo rośnie silnie. Tworzy koronę rozłożystą, z konarami charakterystycznie dla tej odmiany rozgałęzionymi wachlarzowato na boki, a nie jak u większości odmian ku górze lub w dół, przez co zdaniem Rejmana przypomina pokrojem jodłę.
OwoceDuże lub bardzo duże pestkowce, o masie 6–8 g a nawet 7,7–8,5 g. Kształt owocu jest jajowaty, wydłużony, o zaokrąglonym czubku. Skórka elastyczna, lśniąca, przed pełnią dojrzałości brązowa z odcieniem fioletowym i z prześwitującymi jasnymi kreskami i kropkami. W okresie pełni dojrzałości ciemnobrązowo-fioletowa, prawie czarna. Miąższ jest ciemnoczerwony, wyraźnie ciemniejszy przy pestce, prawie chrząstkowaty, bardzo soczysty, winno-słodki, bez goryczki, trudno oddzielający się od pestki. Sok jest ciemny, barwiący. Pestka jest średniej wielkości, pękata, o licach wydłużonych, jajowatych.

## Uprawa
W Polsce jest dość powszechnie uprawianą odmianą czereśni, szczególnie w starszych sadach towarowych oraz w nasadzeniach amatorskich. Pomimo swoich wad wciąż przez wielu sadowników w Polsce jest uznawana za jedną z najcenniejszych późnych odmian. Polecana jest także do ogrodów działkowych i przydomowych. Znajduje się w Rejestrze Odmian Roślin Uprawnych prowadzonym przez Centralny Ośrodek Badania Odmian Roślin Uprawnych od początku jego istnienia. Ze względu na silny wzrost zaleca się podkładki osłabiające jego siłę.  Odmiana bardzo dobrze reaguje na zabieg przerzedzania zawiązków owoców. Po jego zastosowaniu udział owoców dużych (powyżej 23,5 mm średnicy) i bardzo dużych wzrasta 2-3 krotnie. 

### Zapylenie
Jest odmianą obcopylną, a dobrymi zapylaczami dla niej są odmiany 'Büttnera Czerwona', 'Schneidera Późna', 'Kunzego'. Jest także dobrym zapylaczem dla innych obcopylnych odmian, choć mogą wystąpić problemy z jej zapyleniem, gdyż stwierdzono, że jest intersterylna z niektórymi odmianami np. 'Czarną Późną'. W porównaniu do większości odmian czereśni kwitnie dosyć późno.

### Zdrowotność
Odmiana dobrze przystosowana do warunków klimatycznych Polski. Drzewo uznaje się za średnio wytrzymałe na mróz, choć można spotkać opinie, że jest wrażliwe. Rozbieżność opinii spowodowana jest prawdopodobnie wysoką zdolnością do regeneracji uszkodzeń. Na raka bakteryjnego jest średnio wrażliwa. Na pękanie owoców jest odporniejsza od odmiany 'Büttnera Czerwona'.

### Zbiór
Odmiana należy do grupy późnych, dojrzałość zbiorczą osiąga około połowy lipca, to jest w siódmym tygodniu dojrzewania czereśni. Oznacza się długim okresem dojrzałości zbiorczej – zbiera się ją zwykle po zbiorach odmian 'Büttnera Czerwona' i 'Schneidera Późna'. Dobrze znosi transport, długo zachowuje połysk i świeży wygląd. Owocuje regularnie i obficie.